# Broder Yun

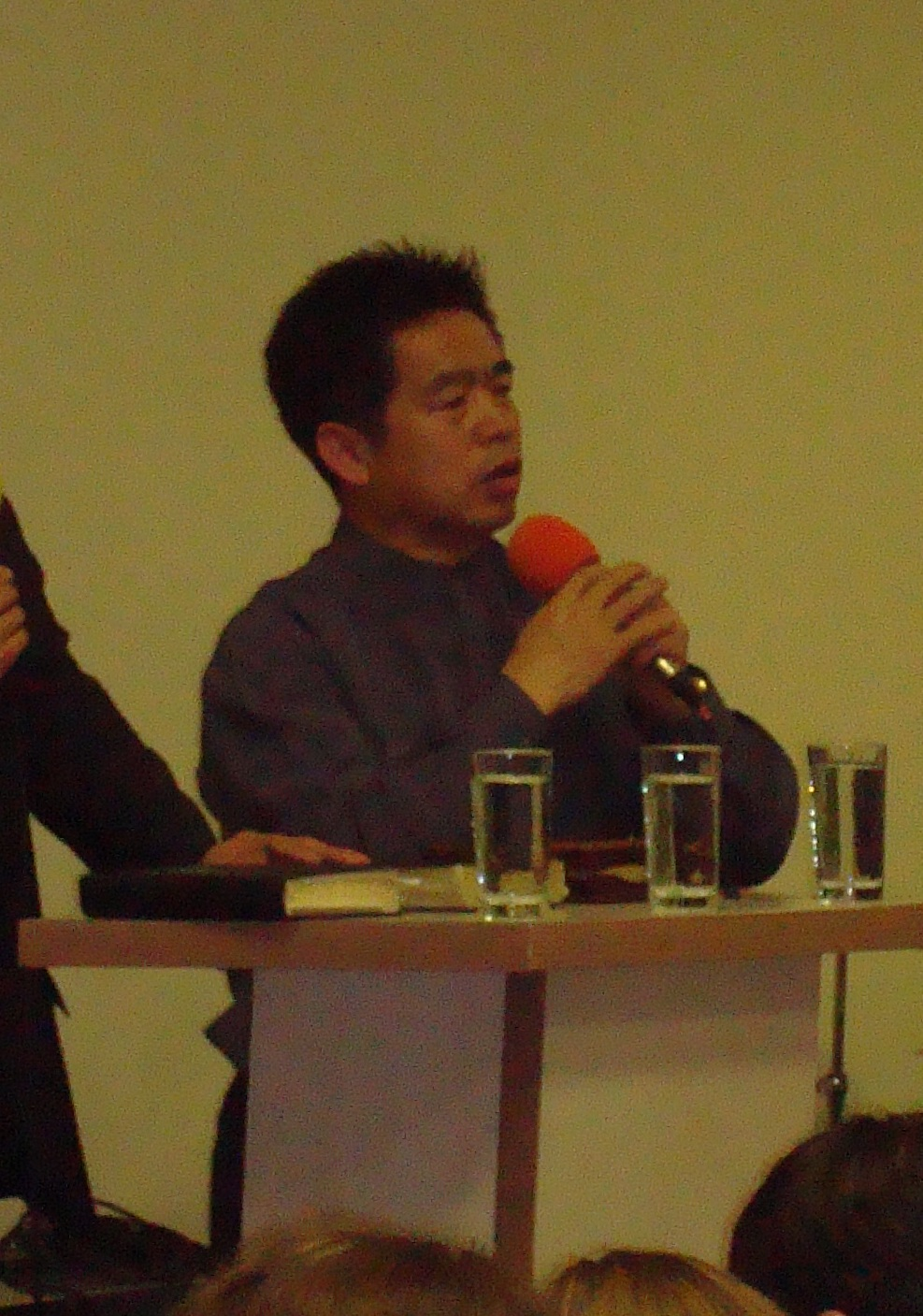

Broder Yun (uttalas ungefär "ynn") eller Liu Zhenying, född 1958 i Nanyang i Henan, är en kinesisk kristen som är en av ledarna för Tillbaka till Jerusalem-rörelsen.
Han flydde ur Kina 1997 och började predika i väst. Strax efter flykten så utnämnde de kristna ledarna i Kina honom till sin officielle talesman i väst. 2003 kom Den himmelske mannen ut, en biografi över vad han gjort. Några av de mest anmärkningsvärda händelserna är att han 1984 fastade i 74 dagar, från 25 januari till 7 mars, och varken åt eller drack någonting medan han satt häktad hos polisen, samt hans uppseendeväckande flykt år 1997 från Zhengzhou-fängelset, som ingen tidigare lyckats rymma från. Han hade fått båda benen brutna och sönderslagna, så att han var invalid, men helt plötsligt kunde han resa sig och gå ut, utan att vakterna kunde se honom. En officiell rapport har efteråt fastslagit att han inte fick någon hjälp, varken från sina medfångar eller vakterna.